# André Maschinot
André Maschinot (Valdoie, 28 juni 1903 - Colmar, 10 maart 1963) was een Franse voetballer. Hij speelde voor FC Sochaux. Ook speelde hij voor het Franse nationale voetbalelftal dat in 1930 uitkwam op de  FIFA World Cup. Hij scoorde twee doelpunten in een van de twee allereerste WK-wedstrijden. Dit was tegen Mexico.

## Interland Doelpunten
Frankrijks doelpuntentotaal eerst
| #  | Datum        | Stadion                              | Tegenstander | Scoren | Resultaat | Wedstrijd             |
| -- | ------------ | ------------------------------------ | ------------ | ------ | --------- | --------------------- |
| 1. | 13 juli 1930 | Estadio Pocitos, Montevideo, Uruguay | Mexico       | 3 –0   | 4-1       | FIFA Wereldbeker 1930 |
| 2. | 13 juli 1930 | Estadio Pocitos, Montevideo, Uruguay | Mexico       | 4 – 1  | 4-1       | FIFA Wereldbeker 1930 |